# Tschibaowzi
Tschibaowzi (bulg.: Чибаовци, auch Chibaovtsi geschrieben) ist ein Dorf in der Gemeinde Kostinbrod in Westbulgarien. Seine Einwohnerzahl beträgt 175.

## Geografie
Das Dorf liegt im westlichen Balkangebirge. Es ist in mehreren Teilen gegliedert.
Tschibaowzi befindet sich politisch gesehen in der Gemeinde Kostinbrod, welche in der Oblast Sofia liegt. Die Stadt Kostinbrod befindet sich 15 km und Sofia 25 km entfernt. 

## Kultur
Im Dorf gibt es ein Kulturhaus mit einem Theatersaal.